# Karangharjo (Sulang)
Karangharjo is een bestuurslaag in het regentschap Rembang van de provincie Midden-Java, Indonesië. Karangharjo telt 959 inwoners (volkstelling 2010).